# اکستنشن مو

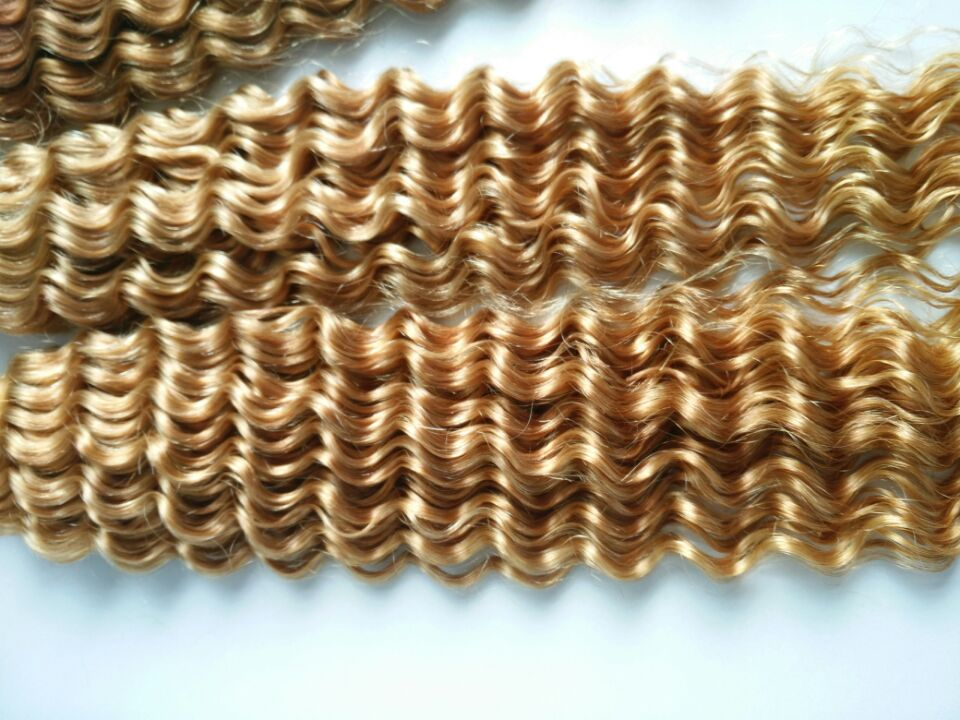
نوعی از اکستنشن مو

اِکستِنشِن مو (به انگلیسی: Hair Extensions) اصطلاحاً به معنای افزودن طول و حجم مو (به انگلیسی: Artificial hair integrations) می‌باشد. در گذشته به آن سرگیس میگفتند. اکستنشن‌ها به دو شکل مصنوعی و موی طبیعی انسان می‌باشند. اکستنشن مو فقط برای بلند کردن قد مو استفاده نمی‌شود بلکه با کمک آن‌ها به آسانی و به سرعت می‌توان به موها رنگ و حجم داد.
با کمک اکستنشن می‌توانید در هر زمان موهایی بلند، ضخیم و خوش حالت را به لابه لای موهای طبیعی خودتان اضافه کنید. اکستنشن امکان تحولی سریع و اساسی در موهای شما را فراهم می‌کند. با استفاده از اکستنش‌های حرفه ای علاوه بر بلند کردن قد موها می‌توان به رنگ‌ها و هایلایت‌های جدید بدون استفاده از مواد شیمیایی مضر دست یافت.
این موها به راحتی قابل استفاده هستند به‌طوری‌که با کلیپس و سنجاق به موهای طبیعی و حتی مصنوعی وصل می‌شوند.

## انواع روش های اکستنشن مو

### اکستنشن مو گرم
در انجام این نوع اکستنشن مو از وسایل و پنسی های گرم برای اتصال موهایی که قرار است اضافه شود ، استفاده می گردد تا عمل اکستنشن سریع انجام شود که این نوع را با توجه به جنس موی افراد انتخاب می نمایند.

### اکستنشن مو موقت
این نوع اکستنشن مو به راحتی قابل جدا شدن و اتصال می باشد و برای این کار تارهای مصنوعی یا طبیعی مو را با کلیپس های مخصوص و چسب انجام می دهند و یا بافت های آماده را به موهای افراد متصل می کنند.

### اکستنشن مو نیمه دائمی
طول عمر این نوع اکستنشن حدود دوماه می باشد و در این روش نوارهای مو یا دسته های کوچک مو را با کمک چسب به موهای افراد متصل می نمایند.

### اکستنشن مو دائمی
دوام این روش بیشتر از روش های قبلی می باشد و طول عمر آن بیش از شش ماه می باشد و در این روش موهای بیشتری را به موهای افراد اضافه می نمایند.

## انواع روش های نصب اکستنشن مو
نصب با رینگ مو
در این روش از رینگ های مخصوص اکستنشن مو استفاده می شود. البته این روش برای کسانی که بیماری های پوستی مثل پسوزیاریس و یا صدفک  دارند، توصیه نمیشود.
نصب با چسب کراتین
نوعی چسب گیاهی و بی‌ضرر می باشد که برای استفاده برای پوست ضرر ندارد اما برای کسانی که بیماری پوستی دارند توصیه نمیشود.
دوخت مو
در این روش از دستگاه حرارتی برای اتصال مو به موهای فرد استفاده نمیشود. در این روش به وسیله نخ و گیره و سنجاق و کلیپس اضاف می شود. 
اتصال حرارتی به وسیله چسب
در این روش برای نصب اکستنشن به وسیله دستگاه حرارتی و انبرک مخصوص و چسب نازک اتصال انجام می شود.

## استفاده از اکستنشن برای بافت مو
امروزه بسیاری از سلبریتی ها، ورزشکاران و بازیگران، برای داشتن ظاهری جذاب و متفاوت، از مدل های مختلف بافت استفاده می کنند. امروزه مدل بافت های ویژه ای برای زنان و مردان سیاه‌پوست ارایه شده است که البته بسیاری از سفید پوستان نیز به آنها علاقه نشان داده اند.
نمونه های بافت معرفی شده در این مطلب، جزء پرطرفداران مدل های بافت هستند. این مدل ها بین پسران و دختران آمریکایی بسیار محبوب و پر استفاده می باشند. اگر موهای کوتاهی دارید می توانید از اکستنشن های مدل بافت، استفاده کنید. این اکستنشن ها در رنگ ها و مدل های مختلفی موجود هستند.
1. بافت آفریقایی

بافت مو آفریقایی طرفداران زیادی بین دختران سراسر جهان پیدا کرده اند و جزء جدیدترین مدل های روز دنیا محسوب می شوند. این مدل بافت مو، در بین آفریقایی ها و آفریقایی-آمریکایی ها بسیار متداول است. البته این استایل فقط به آمریکا و آفریقا محدود نمی شود و در میان مردم سراسر دنیا طرفداران زیادی دارد. در این بافت، مو ها به قسمت های کوچکی تقسیم می شوند و هر قسمت به‌طور کامل بافته می شود. البته از آنجاییکه همه ی قسمت ها باید هم اندازه و یکدست باشند، اینکار با کمک دستگاه بافت مو آفریقایی انجام می گیرد. این مدل برای کودکان و بزرگسالان استفاده می شود و هیچوقت ازمد نمی رود!
1. بافت موی فرانسوی

بافت موی فرانسوی بسیار ساده، بروز و شیک و در واقع یک مدل موی هنری است. این بافت از نزدیک پیشانی آغاز می شود و برای کسانی که می خواهند موهای جلوی سرشان را جمع کنند، بسیار مناسب است.
بافت موی فرانسوی می تواند بصورت تکی یا دوتایی باشد. این مدل مو برای همه ی مناسبات مانند میهمانی ها، قرارهای کاری یا حتی در خانه، بسیار مناسب است. جذابیت و ظرافت خاصی در این مدل بافت وجود دارد که مناسب تمام سنین است.